# Sant'Agata de' Goti
Sant'Agata de' Goti este un oraș din Italia.

## Galerie foto

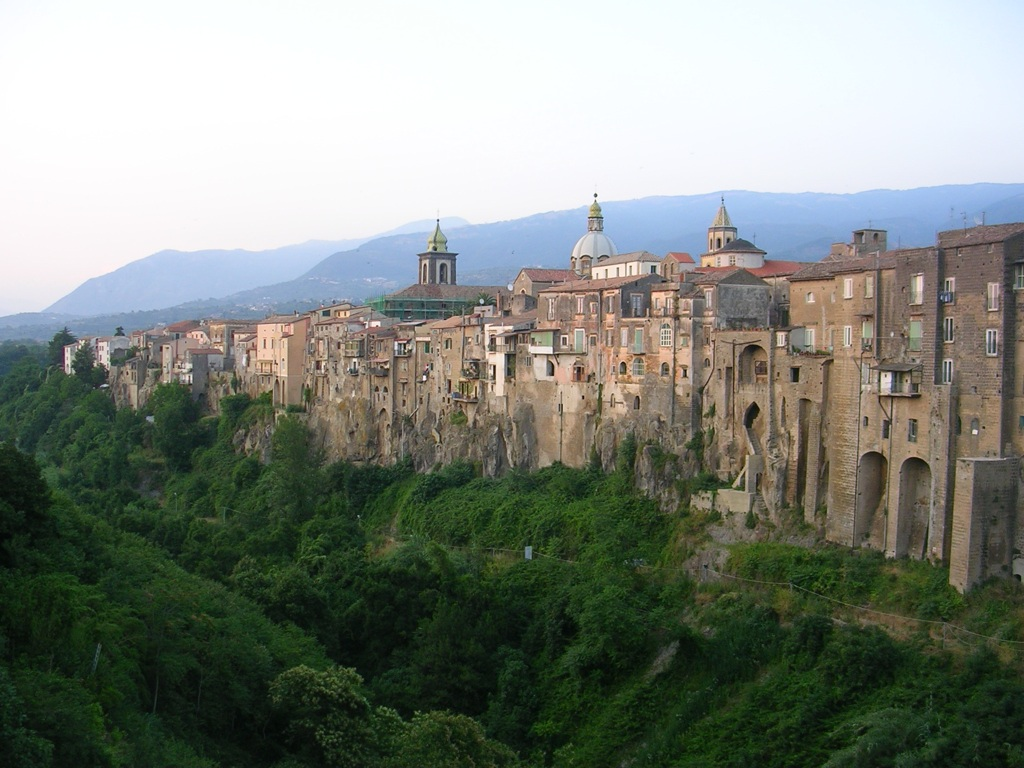
Panoramă
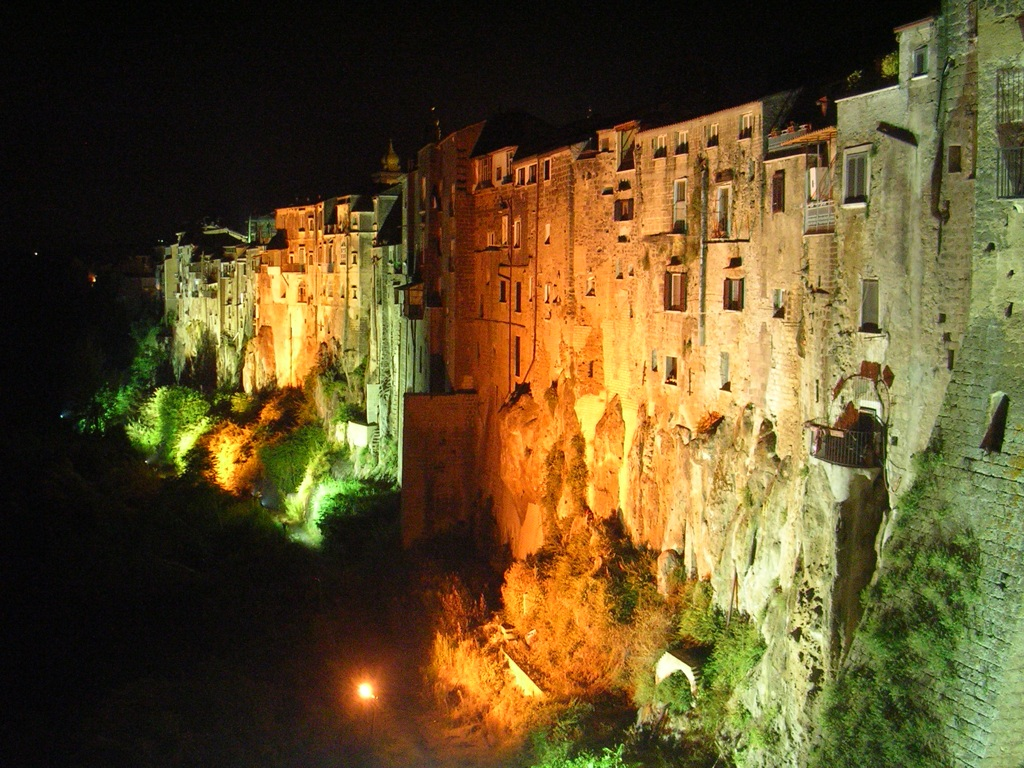
Panoramă (noaptea)

## Demografie
Sant'Agata de' Goti - evoluția demografică

|  | Graficele sunt indisponibile din cauza unor probleme tehnice. Mai multe informații se găsesc la Phabricator și la wiki-ul MediaWiki. |

Date: Recensăminte sau birourile de statistică - grafică realizată de Wikipedia